# Kempten (Allgäu)
Kempten (Allgäu) is een kreisfreie Stadt, die een enclave vormt in de Landkreis Oberallgäu in de Duitse deelstaat Beieren. De stad telt 68.940 inwoners (31 december 2020) op een oppervlakte van 63,29 km².

## Historie
- zie Rijksstad Kempten
- zie Abdij Kempten

## Bezienswaardigheden
Kempten heeft vele monumenten, waaronder:
- de Sint Mang-kerk
- de Sint Lorenzbasiliek
- het raadhuis
- de Residenz
- verschillende musea

## Economie

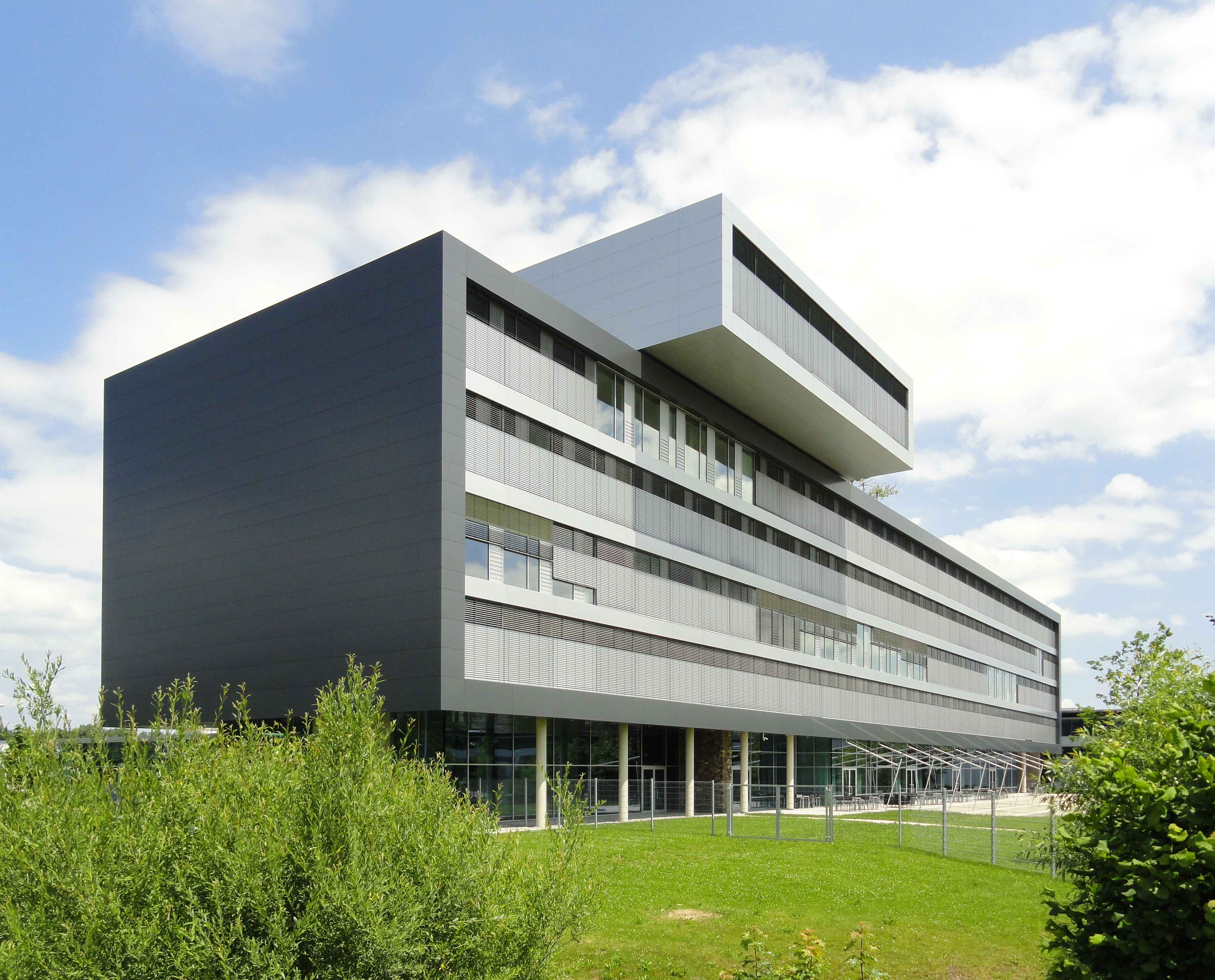
Hoofdkantoor Dachser
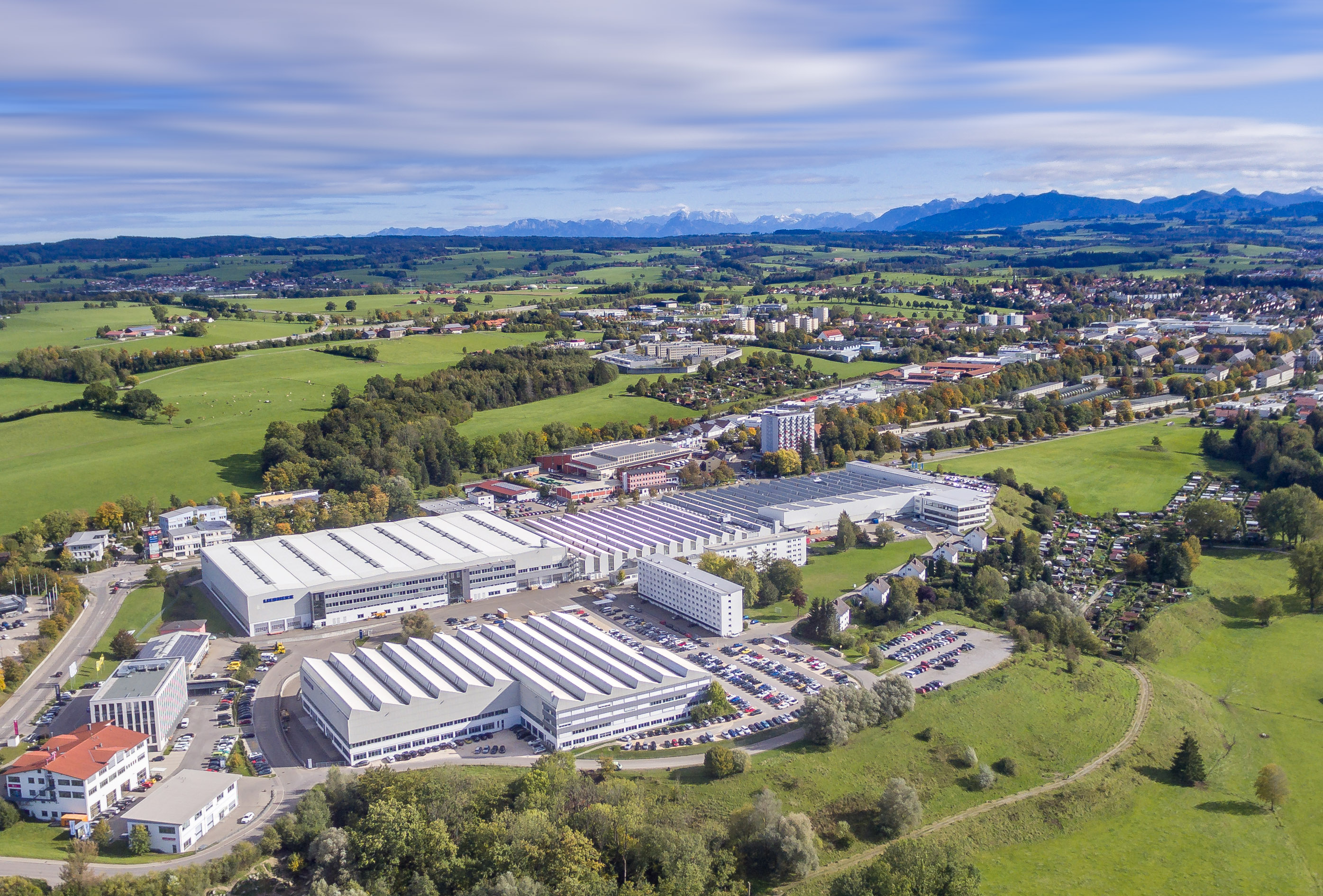
Liebherr-fabriek

Kempten is de hoofdzetel van het logistiek- en transportbedrijf Dachser AG, een van de grootste ondernemingen in deze branche van Europa.
Het Liebherr-concern heeft er een machinefabriek met in 2020 ca. 1.260 werknemers.

## Geboren in Kempten
- Claude Dornier (1884-1969), Frans-Duits vliegtuigbouwer
- Ernst Mayr (1904-2005), Duits-Amerikaans bioloog
- Franz Engstler (1961), Duits autocoureur
- İlhan Mansız (1975), Turks voetballer
- Daniel Abt (1992), Duits autocoureur
- Roxanne Dufter (1992), Duits schaatsster

## Galerij

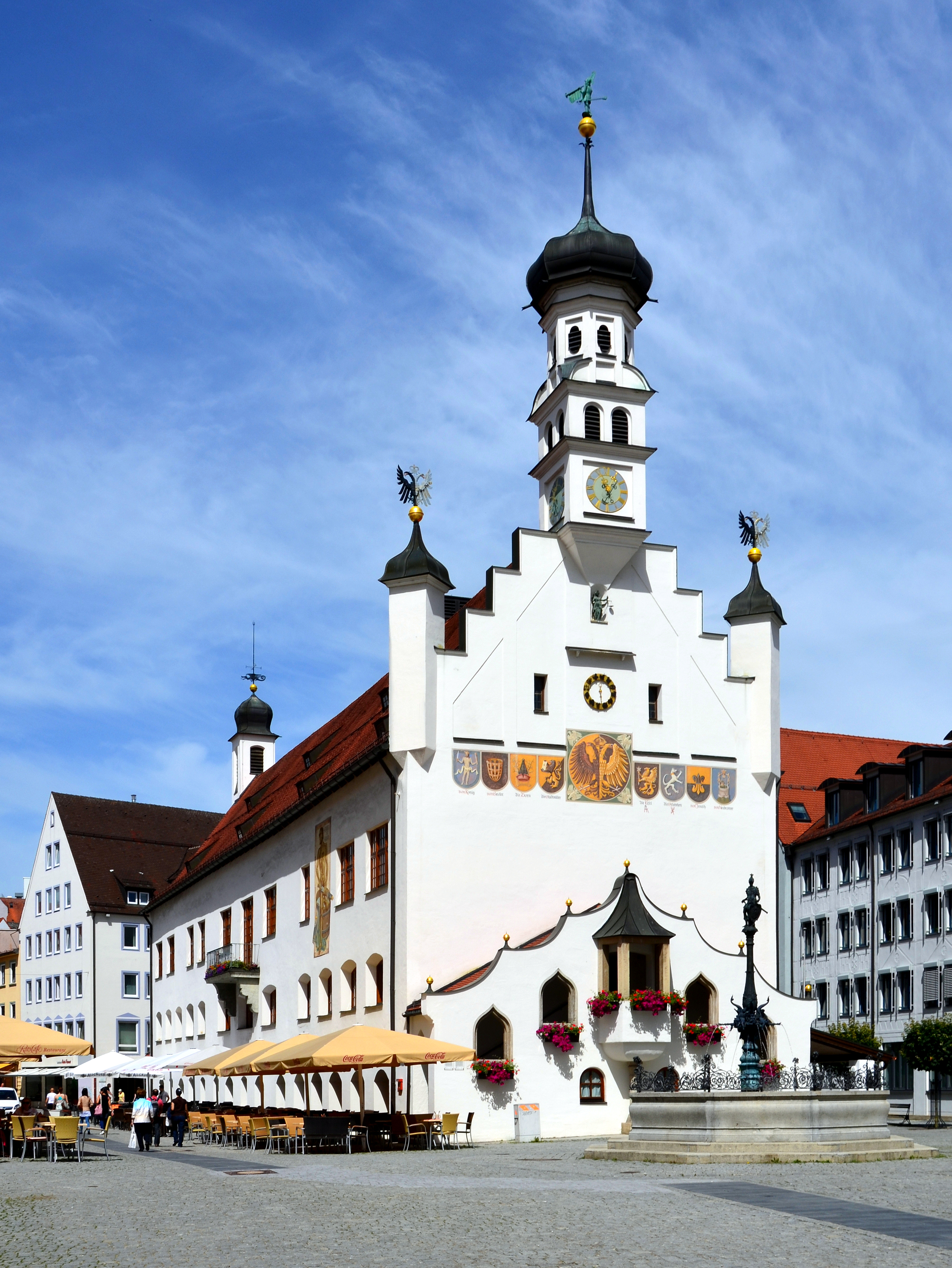
Raadhuis van Kempten
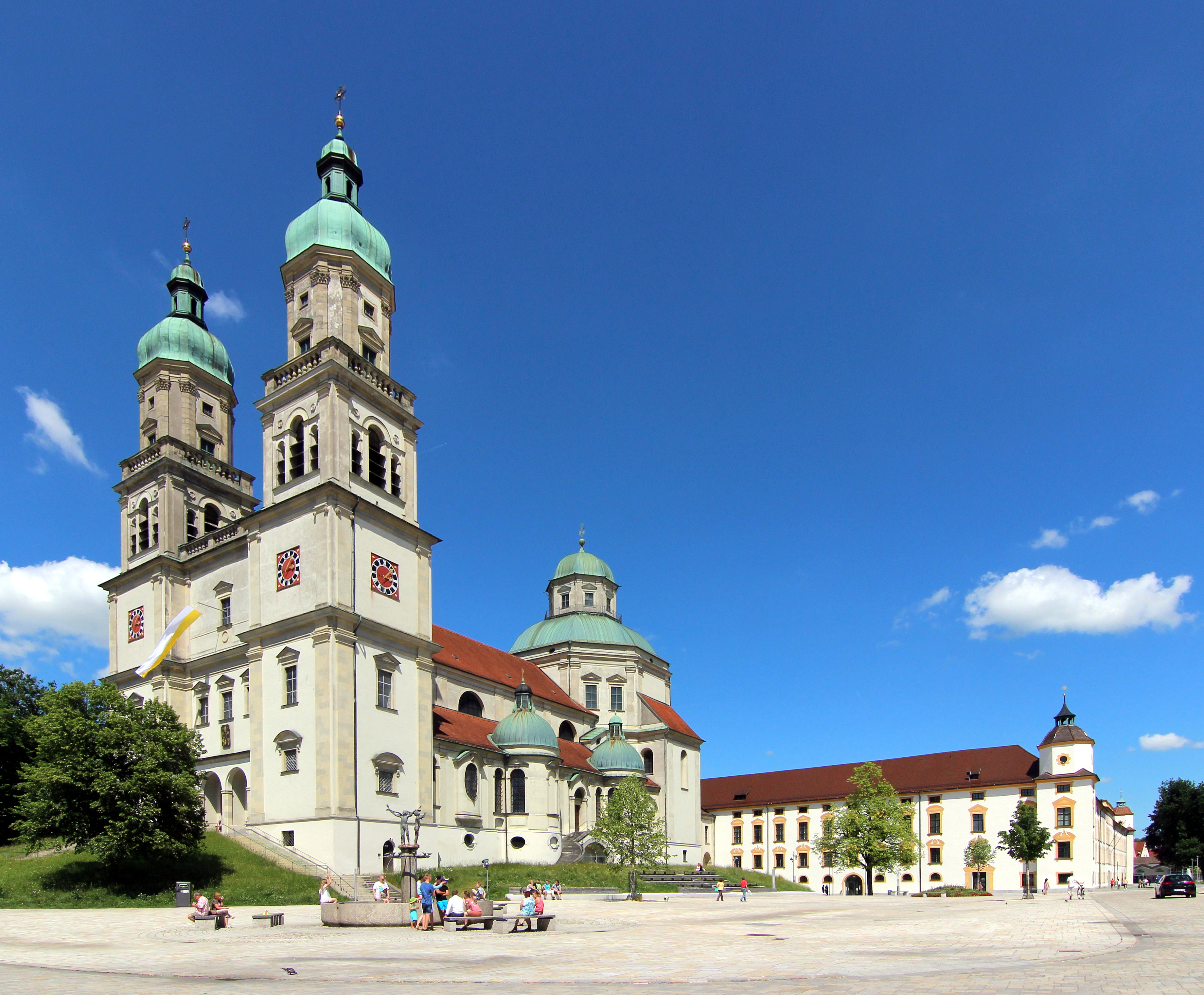
De Sint-Lorenzbasiliek
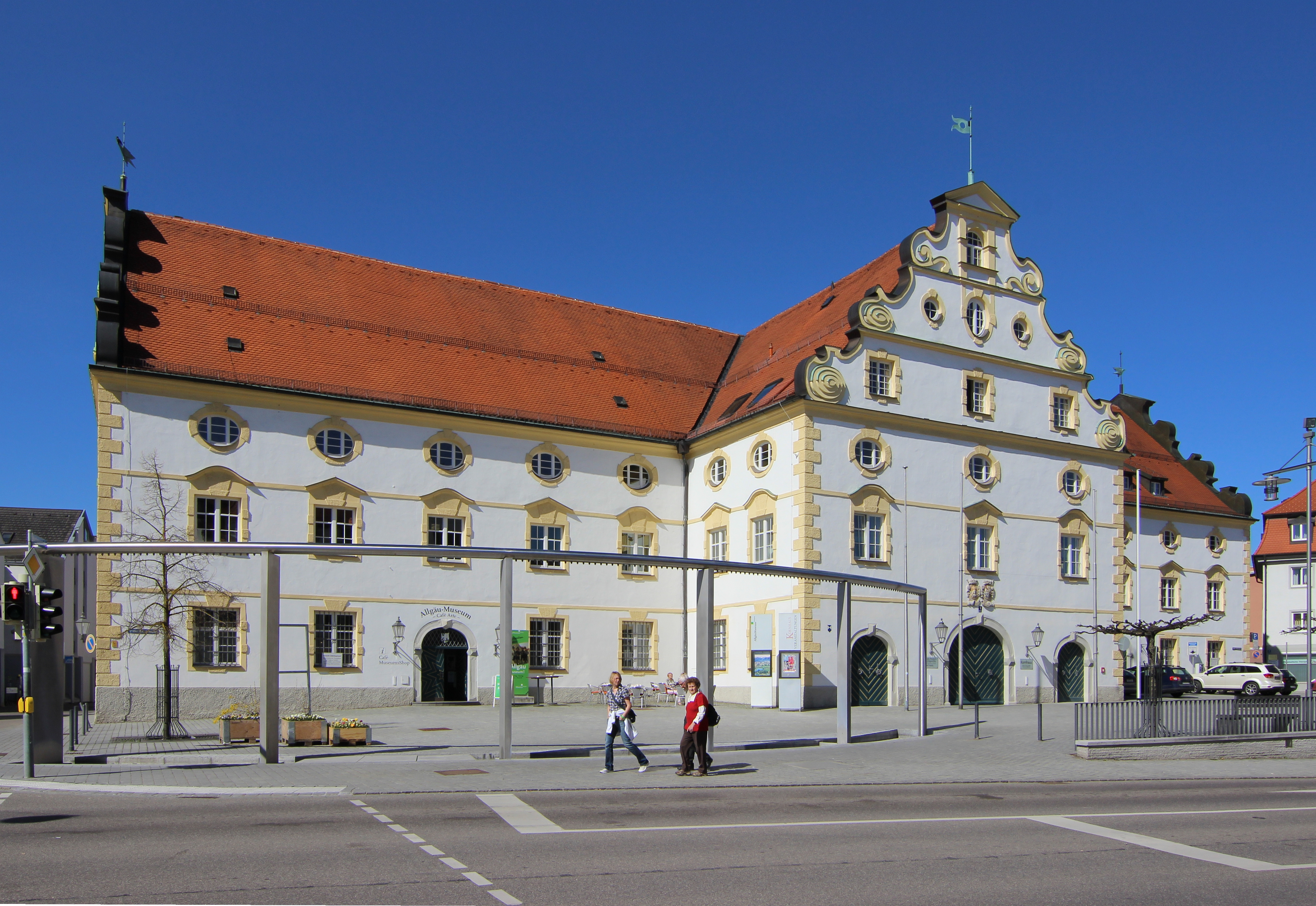
Allgäu-museum
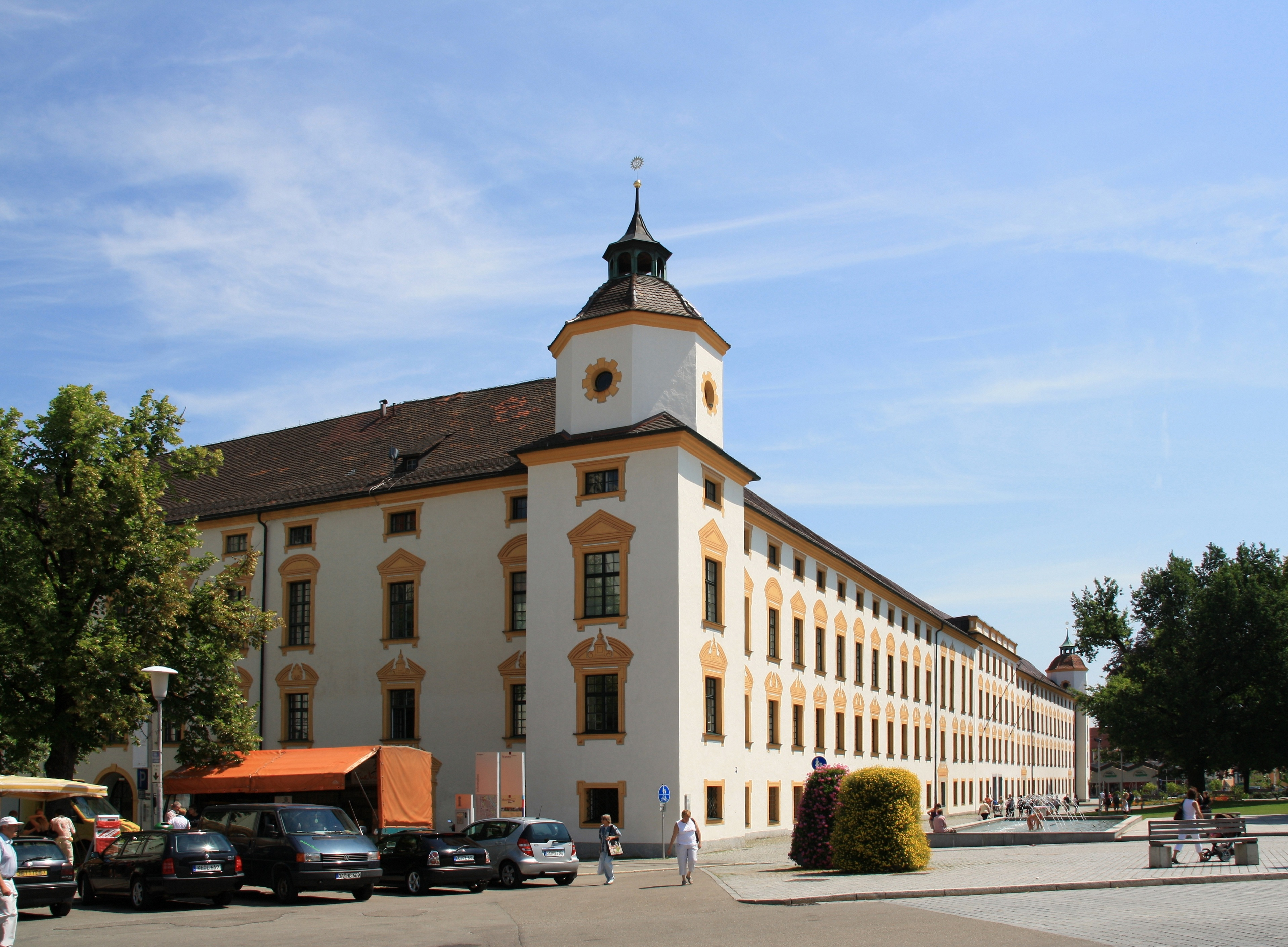
Klooster van Kempten

Aichach-Friedberg · Altötting · Amberg · Amberg-Sulzbach · Ansbach (stad) · Landkreis Ansbach · Aschaffenburg (stad) · Landkreis Aschaffenburg · Augsburg (stad) · Landkreis Augsburg · Bad Kissingen · Bad Tölz-Wolfratshausen · Bamberg (stad) · Landkreis Bamberg · Bayreuth (stad) · Landkreis Bayreuth · Berchtesgadener Land · Cham · Coburg (stad) · Landkreis Coburg · Dachau · Deggendorf · Dillingen an der Donau · Dingolfing Landau · Donau-Ries · Ebersberg · Eichstätt · Erding · Erlangen · Erlangen-Höchstadt · Forchheim · Freising · Feyung-Grafenau · Fürstenfeldbruck · Fürth (stad) · Landkreis Fürth · Garmisch-Partenkirchen · Günzburg · Haßberge · Hof (stad) · Landkreis Hof · Ingolstadt · Kaufbeuren · Kelheim · Kempten im Allgäu · Kitzingen · Kronach · Kulmbach · Landsberg am Lech · Landshut (stad) · Landkreis Landshut · Lichtenfels · Lindau · Main-Spessart · Memmingen · Miesbach · Miltenberg · Mühldorf am Inn · München · Landkreis München · Neuburg-Schrobenhausen · Neumarkt in der Oberpfalz · Neurenberg · Neustadt an der Aisch-Bad Windsheim · Neustadt an der Waldnaab · Neu-Ulm · Nürnberger Land · Oberallgäu · Ostallgäu · Passau (stad) · Landkreis Passau · Pfaffenhofen an der Ilm · Regen · Regensburg (stad) · Landkreis Regensburg · Rhön-Grabfeld · Rosenheim (stad) · Landkreis Rosenheim · Roth · Rottal-Inn · Schwabach · Schwandorf · Schweinfurt (stad) · Landkreis Schweinfurt · Starnberg · Straubing · Straubing-Bogen · Tirschenreuth · Traunstein · Unterallgäu · Weiden in der Oberpfalz · Weilheim-Schongau · Weißenburg-Gunzenhausen · Wunsiedel im Fichtelgebirge · Würzburg (stad) · Landkreis Würzburg